# NGC 2293
NGC 2293 (другие обозначения — ESO 490-49, MCG -4-16-23, VV 178, AM 0645-264, CGMW 2-42, PGC 19619) — галактика в созвездии Большой Пёс.
Этот объект входит в число перечисленных в оригинальной редакции «Нового общего каталога».
Галактика NGC 2293 входит в состав группы галактик NGC 2280. Помимо NGC 2293 в группу также входят NGC 2280, ESO 490-45, ESO 490-10 и NGC 2292.
Составляет тесную физическую пару с галактикой NGC 2292. На длине волны 200 мм в инфракрасном излучении наблюдается копмпактное излучение из центров галактик. В паре, по-видимому, присутствует тепловое излучение очень холодной межзвёздной пыли, с температурой 13 K, что гораздо ниже обычных значений для взаимодействующих систем.